# 綾瀬理恵
綾瀬 理恵（あやせ りえ、11月29日 - ）は、日本の女性シンガーソングライター。
茨城県出身。主にPCゲームやテレビアニメの主題歌を担当し、自主制作活動ではシンセサイザーを用いて数多くの作詞・作曲・編曲を手がけている。

## 来歴
もとよりアニメソングやゲームソングといったジャンルの楽曲が大好きで、同系統の楽曲制作に携わることを夢見ていた。2012年3月14日に公式ブログ「RieMeloParfait」を開設し、歌手活動を開始。華奢な体つきから発せられる愛らしい声が特徴。多彩な表現を得意とし、様々なジャンルの楽曲を制作・歌唱している。同年にはPCゲーム『魔王のくせに生イキだっ!』でゲーム主題歌を、TVアニメ『はいたい七葉』でアニメ主題歌を初めて担当した。また、東京国際展示場で開催されたコミックマーケット82からは自主制作した作品を初めて発表・委託販売し、コミックマーケット83では同人サークル「RieMeloParfait」としての初参加を果たした。2015年11月29日、綾瀬理恵バースデーワンマンLIVE『りえ♡フェス2015 ～1+1+2+9＝感謝祭～』が開催された。

## 人物
中学生時代からのロングヘアがトレードマーク。ポケモンが好きであり、イベントやTwitterにおいて度々語られることがある。ピカチュウやマイメロディ、ブーフ、ハローキティなどのふわふわしたキャラクターを好んでいる。また、シャドー・ダンサーやペンデュラム、ダフト・パンク、デッドマウス、ハルシノジェンのようなクラブ調のエレクトロやハウス・ミュージックを好んで聴くことが多く、好きな作曲家には小高光太郎などを挙げている。

## ディスコグラフィ
作品の頒布は主にコミックマーケットで行われ、その後メロンブックス等のショップで委託販売される事が多い。ジャケットがイラストの場合デザインやイラストはジェニーが担当し、綾瀬本人をイメージしたデザインとなっている。

### シングル
| 発売日         | タイトル                           | 収録曲 |
| -------------- | ---------------------------------- | --- |
| 2012年8月10日  | Cherilia                           | 1. summer clock 作詞・作曲・編曲：綾瀬理恵 2. HALLUCINATION 作詞・作曲・編曲：綾瀬理恵 3. wander around 作詞・作曲・編曲：綾瀬理恵 4. 透かし桜 作詞・作曲・編曲：綾瀬理恵 |
| 2012年12月31日 | Pellucid                           | 1. Poppin☆Candy☆Love 作詞・作曲・編曲：綾瀬理恵 2. Mathematics 作詞・作曲・編曲：綾瀬理恵 3. rainy flower 作曲・編曲：綾瀬理恵 |
| 2013年8月12日  | Crying Bunny and Me                | 1. Secret Sequence 作詞・作曲・編曲：綾瀬理恵 2. whip bunny 作詞・作曲・編曲：綾瀬理恵 3. Determination 作詞・作曲・編曲：綾瀬理恵 4. IMMORTELLE 作詞：綾瀬理恵 作曲・編曲：Riot(Inrush Current) 5. memories 作詞・作曲・編曲：綾瀬理恵                                                                       |
| 2013年12月31日 | airy fairy                         | 1. Happy☆Lucky☆Crazy☆Love！ 作詞・作曲・編曲：Benny 2. Endless Snow 作詞・作曲・編曲：綾瀬理恵 3. Amelia 作曲・編曲：綾瀬理恵 4. memories -winter edit- 作曲・作曲・編曲：綾瀬理恵 |
| 2014年5月5日   | mercurial -はぴめろ＠りみてっど-   | 1. Happy☆Lucky☆Crazy☆Love！ -Hapimelo remix- 作詞・作曲・編曲：Benny 2. Kiss or Kill 作詞・作曲・編曲：Rie Ayase 3. Happy☆Lucky☆Crazy☆Love！ (instrumental) 4. Kiss or Kill (instrumental) |
| 2015年3月28日  | オカシノコバコ                     | 1. Strawberry♡Magically -tea time- 作詞・作曲・Rie Ayase、編曲：Benny 2. ねこみみシャルロット 作詞・作曲・編曲：Rie Ayase 3. Strawberry♡Magically -instrumental- 4. ねこみみシャルロット -instrumental- |
| 2016年11月27日 | 1+1+2+9=後夜祭                     | 1. Lv.1129ぱんくde☆ちゅーん！〜りえりん新たなる誓い〜 作詞・作曲・編曲：綾瀬理恵 2. Rieのメロ☆Mellow Melody 作詞・作曲・編曲：Benny 3. Endless Snow -riefes2016ver.- 作詞・作曲・編曲：綾瀬理恵 4. Lv.1129ぱんくde☆ちゅーん！〜りえりん新たなる誓い〜-instrumental- 5. Rieのメロ☆Mellow Melody -instrumental- |
| 2016年12月31日 | 0-ZERO-                            | 1. cosmic-ZERO 作詞・作曲・編曲：綾瀬理恵 2. Petit☆Pretty☆Party 作詞・作曲・編曲：綾瀬理恵 3. 花束と追憶 作詞・作曲・編曲：綾瀬理恵 4. cosmic-ZERO -instrumental- 5. Petit☆Pretty☆Party -instrumental- 6. 花束と追憶 -piano & musicbox-                                                                       |
| 2017年4月15日  | 鍵かけ少女のエトワール             | 1. 鍵かけ少女のエトワール 作詞・作曲・編曲：綾瀬理恵 2. 恋文ジュリエット 作詞・作曲・編曲：綾瀬理恵 3. 鍵かけ少女のエトワール -instrumental- 4. 恋文ジュリエット -instrumental- |
| 2017年8月11日  | Twinkle*Fortune                    | 1. あぷりこっと☆らびりんCHU 作詞・作曲・編曲：綾瀬理恵 2. 星空パズル 作詞・作曲・編曲：綾瀬理恵 3. fortune LOVER 作詞・作曲・編曲：綾瀬理恵 4. あぷりこっと☆らびりんCHU -instrumental- 5. 星空パズル -instrumental- 6. fortune LOVER -instrumental-                                                           |
| 2017年12月29日 | crystallize                        | 1. Candy☆Glitter -magical ribbon- 作詞・作曲・編曲：綾瀬理恵 2. hug* 作詞・作曲・編曲：遥風啓司(dropnote) 3. Candy☆Glitter -instrumental- 4. hug* -instrumental- |
| 2018年4月28日  | 月影シンフォニア                   | 1. 月影シンフォニア 作詞：綾瀬理恵、作曲：TNJZ & 綾瀬理恵、編曲：TNJZ 2. 御伽の国と永遠の約束 作詞・作曲：綾瀬理恵、編曲：TNJZ 3. 月影シンフォニア-instrumental- 4. 御伽の国と永遠の約束-instrumental- |
| 2018年8月10日  | 夏色トラベル                       | 1. summer clock -myosotis- 作詞・作曲：綾瀬理恵、編曲：tkr 2. セツナ 作詞・作曲・編曲：遥風啓司(dropnote) 3. summer clock -instrumental- 4. セツナ-instrumental- |
| 2018年12月30日 | エテルノの心音に雨粒のような約束を | 1. mystic+ID 作詞・作曲：綾瀬理恵、編曲：MARON & 綾瀬理恵 2. ナミダアンドロイド 作詞・作曲：綾瀬理恵、編曲：綾瀬理恵 & MARON 3. mystic+ID -instrumental- 4. ナミダアンドロイド -instrumental- |

### アルバム
| 発売日         | タイトル                        | 収録曲 | 規格品番  |
| -------------- | ------------------------------- | --- | --------- |
| 2014年12月30日 | CHUCHU♥ALICE -きゅーといずむ！- | 1. 妄想はっCHU◎恋愛はれーしょん 作詞・作曲・編曲：綾瀬理恵 2. スウィーツ♡モンスター 作詞・作曲・編曲：Benny 3. Strawberry♡Magically 作詞・作曲・編曲：綾瀬理恵 4. おはよー(・θ・)ちゅんちゅん体操 作詞・作曲・編曲：綾瀬理恵 5. whip bunny -COSMIC PARTY- 作詞・作曲・編曲：綾瀬理恵 6. Poppin☆Candy☆Love -confection- 作詞・作曲・編曲：綾瀬理恵 7. 萌式BPM☆MACHINE 作詞・作曲・編曲：Benny 8. ジャポネスク・プリンセス 作詞・作曲・編曲：Benny 9. たすけて…論破☆Me！(´;∀;`) 作詞・作曲・編曲：Benny 10. kirakira Starlight 作詞・作曲・編曲：綾瀬理恵 | RMCD-0001 |
| 2015年8月16日  | Sugar Trick                     | 1. MASQUERADE ACTRESS 作詞・作曲・編曲：綾瀬理恵 2. Dolly Honey Kiss 作詞・作曲・編曲：綾瀬理恵 3. 真実のユーフォリア 作詞・作曲・編曲：綾瀬理恵 4. ねこみみシャルロット 作詞・作曲・編曲：綾瀬理恵 5. caraway 作詞・作曲・編曲：Benny 6. 透かし桜 -equinox- 作詞・作曲：綾瀬理恵 編曲：Benny 7. 水転恋歌 作詞・作曲・編曲：綾瀬理恵 8. Identity 作詞・作曲・編曲：綾瀬理恵 9. SMILING FUTURE 作詞・作曲・編曲：綾瀬理恵 10. MA-TSU-RIだ☆DISCO！〜おねだりえりん'15夏〜 作詞・作曲・編曲：Benny | RMCD-0002 |
| 2015年11月29日 | Confiture                       | 1. Raspberry♡Dreamin' 作詞・作曲・編曲：綾瀬理恵 2. 電波っぱ☆PANだ！！ 作詞・作曲・編曲：Benny 3. シトロン 作詞・作曲・編曲：綾瀬理恵 4. Nonvirtual Fantasy 作詞・作曲・編曲：Benny 5. おそうじ戦隊！Cu→いん☆ぴんくっ 作詞・作曲・編曲：綾瀬理恵 6. Resonant Wing 作詞・作曲・編曲：綾瀬理恵 7. Endless Snow -sorrow- 作詞・作曲 : 綾瀬理恵 編曲 : Benny 8. ego trip 作詞・作曲・編曲：Benny 9. 占勇！魔界ブロードバンド 作詞・作曲・編曲：さつき が てんこもり PCゲーム『魔王のくせに生イキだっ！』主題歌 10. SNS♡ 〜Special Naughty Secret-LOVE〜 作詞：松井洋平 作曲・編曲：男児帝 PCゲーム『魔王のくせに生イキだっ！2』主題歌 11. 月が綺麗ですね 作詞・作曲・編曲：Benny | RMCD-0003 |
| 2015年12月31日 | EVOLVE                          | 1. Resonant Wing -solo version- 作詞・作曲・編曲：綾瀬理恵 2. 妄想はっCHU◎恋愛はれーしょん -Type B.- 作詞・作曲・編曲：綾瀬理恵 3. SMILING FUTURE -Type B.- 作詞・作曲・編曲：綾瀬理恵 4. kirakira Starlight -bright night- 作詞・作曲・編曲：綾瀬理恵 5. Last Serenade 作詞・作曲・編曲：Benny | RMCD-0004 |
| 2016年8月14日  | LIGHT GATE                      | 1. NEXT LIGHT 作詞・作曲・編曲：綾瀬理恵 2. Cutie Cutie Fantasy 作詞・作曲・編曲：綾瀬理恵 3. stray cat 作詞・作曲・編曲：綾瀬理恵 4. Merry Star Parade 作詞・作曲・編曲：綾瀬理恵 5. ぱぴぷぺ☆とらべるぴ〜ぷる 作詞・作曲・編曲：綾瀬理恵 6. summer clock -ressac- 作詞・作曲・編曲：綾瀬理恵 |           |

### タイアップ楽曲
- 占勇！魔界ブロードバンド

作詞・作曲・編曲：さつき が てんこもり
- PCゲーム『魔王のくせに生イキだっ！』（Luxury）主題歌

公式通販特典の『魔王のくせに生イキだっ！ オリジナルサウンドトラック』に収録。
- キラリズム！

作詞：二階堂マリア、作曲・編曲：Kanon Kashiwagi
- PCゲーム『幻奏童話ALICETALE』（GALACTICA）山王丸芳香／おやゆび姫 キャラクターソング

『幻奏童話ALICETALE-キャラクターイメージアルバム-』（2012年8月10日〜12日のコミックマーケット82にて先行発売・8月13日に一般発売）に収録。
- ゆいまーる☆わーるど[16]

作詞：比嘉淳子・鶴田光介、作曲：来兎（リサレコ）
- TVアニメ『はいたい七葉』エンディングテーマ

- 迷宮ノ輪舞曲

作詞・作曲・編曲：天道紅緒、プロデュース：ARIELWAVE
- PS Vita用ゲーム『古色迷宮輪舞曲〜La Roue de fortune〜』（イエティ）主題歌

- リンクなセカイ

作詞：Rie*HH　作曲・編曲：2Pla-Tone (Hal music)
- 舞台『嘘をついた下北沢』主題歌

公演中劇場にて販売されたマキシシングルに収録
- ラブリラ☆ジュエリラ

作詞・作曲・編曲：天道紅緒
- PCゲーム『らぶ魔女！』（ミスリルソフトウェア）主題歌

- SNS♡ ～Special Naughty Secret－LOVE!～

作詞：松井洋平、作曲・編曲：男児帝
- PCゲーム『魔王のくせに生イキだっ！2』（Luxury）主題歌

- Alter Blade

作詞・作曲・編曲：天道紅緒、プロデュース：ARIELWAVE
- PCゲーム『GEARS of DRAGOON～迷宮のウロボロス～』（ninetale）エンディングテーマソング

オリジナルサウンドトラックCDに収録
- 夕焼けのクロスロード

作詞・作曲・編曲：天道紅緒、プロデュース：ARIELWAVE
PCゲーム『つよきすNEXT』（CandySoft）エンディングテーマソング
初回限定版特典のサウンドトラックCDに収録
- すぺしゃる☆ぱらだいす！

作詞・作曲・編曲：天道紅緒、プロデュース：ARIELWAVE
- PCゲーム『委員長☆ぱらだいす！』（きゅんソフト）主題歌

- マテリアルの見る夢

作詞・作曲・編曲：天道紅緒、プロデュース：ARIELWAVE
- PCゲーム『プリンセスマテリアル』（Xiguratt Works）主題歌

- 恋と私と魔法使い

作詞・作曲・編曲：天道紅緒、プロデュース：ARIELWAVE
- PCゲーム『百五十年目の魔法使い』（PINK CHUCHU）主題歌

- エロゲ騒動曲 feat.シュティー

作詞：澤田尚多、作曲：タッチ、編曲：朝霧さん
- PCゲーム『悪魔と天使とスキとキス』（メヤスバコ）主題歌

- 非実在系女子達はどうすりゃいいですか？

作詞・作曲：金閉開羅巧夢
- PCゲーム『抜きゲーみたいな島に住んでる貧乳はどうすりゃいいですか?』（Qruppo）1st OP

- 空に歌う君の名前

作詞・作曲：えびかれー伯爵（金閉開羅巧夢）
- PCゲーム『アママネ』（プレカノ）1st OP

- Observer

作詞・作曲：七色ゆめね
- PCゲーム『君と歩んだ偽物』（トリミノそふと）主題歌

- 再会系女子はどうすりゃいいですか？

作詞・作曲：えびかれー伯爵
- TVアニメ『ぬきたし THE ANIMATION』エンディングテーマ

### ゲスト参加
Infect Paranoia (2014年8月16日)
- 形のない花

歌唱：綾瀬理恵、作詞：くまりす、作曲・編曲：黒鳥
カラフリング (2017年10月29日)
- Candy☆Glitter

歌唱：綾瀬理恵&雪ノREN、作詞・作曲・編曲：綾瀬理恵
カラフルウィズ (2018年10月28日)
- PINKY☆COMETS

歌唱：綾瀬理恵・雪ノREN、作詞：SHiKi、作曲：ミナグ

### 作曲担当
forbidden fruits (2018年12月30日)
- ENVIOUS

歌唱・作詞：雪、作編曲：綾瀬理恵

### 編曲担当
月子「I wish」ライブ版リアレンジ

### 作詞担当
瀬戸ちとせ「ふるるッとflavor」

### 声優出演
- VRゲーム『OldMaidGirl』キャラクターボイス担当[36]
- PCゲーム『悪魔と天使とスキとキス』（ルシール）[37]

## 出演

### ライブイベント
- マチ★アソビ vol.11「リフレイン＋はいたい＋うそきたmini Live」（徳島県、2013年10月13日[38]）
- 秋葉文化祭 番外編 -1日目-（新宿MARZ、2013年11月05日[39]）
- 台北国際ブックフェア（台湾 台北市、2014年02月05日[40]）
- はぴめろ＠えびす（LIVE GATE TOKYO、2014年05月05日[41]）
- 船橋市場だョ！全員集合（船橋市場、2014年05月18日[42]）
- シュガーパレードpresents「NEVER LAND Vol.2 ～Rainbow Summer Festival～」（代官山LOOP、2014年07月27日[43]）
- 『もえたん』×『はいたい七葉』スペシャルコラボライブ出演（AKIHABARA Sixteen、2014年08月16日[44]）
- はぴめろ＠えびす tr2 ♪なつやすみ（LIVE GATE TOKYO、2014年08月30日[45]）
- スピード☆スタ→ vol.1（名古屋大須RADHALL、2014年11月16日[46]）
- はぴめろ＠えびす tr3 ♪Kawaii Live!（LIVE GATE TOKYO、2014年11月29日[47]）
- daylight moon ～ X’mas Night LIVE ～（SHIBUYA LOOP annex、2014年12月21日[48]）
- はぴめろ＠えびす tr4 ♪さくらピンク（大阪心斎橋VARON、2015年3月28日）
- Carnival☆Non☆Stage (名古屋Carnival☆Stars、2015年4月4日)
- スピード☆スタ→ vol.2（名古屋大須RADHALL、2015年4月5日）
- スピード☆スタ→ vol.3（大阪日本橋19ビル大ホール、2015年6月20日）
- シュガーパレードMoMokaバースデーワンマンライブ(ゲスト出演)(代官山LOOP、2015年10月4日)
- スピード☆スタ→ vol.4（名古屋大須DT.BLD、2015年10月31日）
- H.N.G.Music Fes. support by Village Vanguard（名古屋東建ホール、2015年11月1日）
- 綾瀬理恵バースデーワンマンLIVE りえ♡フェス2015 ～1+1+2+9=感謝祭～（KINGSX TOKYO、2015年11月29日）
- シュガーパレード×綾瀬理恵X’masスペシャルイベント 「慌てんぼうのサンタが下北にやってくる」（下北沢 Barrack Block Cafe、2015年12月23日）
- はぴめろ＠えびす tr8♪HAPPY New Year Live!!（渋谷milkyway、2016年1月16日）
- MoMoka 2man party vol.5「MoMoka×綾瀬理恵」（駒沢STRAWBERRY FIELDS、2016年7月18日）
- EVI∞HABARA -gate1-（四谷LOTUS、2016年7月24日）

### ラジオ
- BBstation「情報アキハバラエティはばラヂ」（2014年07月31日[49]）

### ニコニコ生放送
- 屋根裏テレビ「綾瀬理恵の☆ひとりホビーのススメ！」（2015年09月28日より放送開始）